# Clasificación de las plantas
La clasificación de las plantas nace de la necesidad de obtener un orden en la enorme diversidad de los organismos vegetales propios del reino Plantae y se resuelve mediante los sistemas de clasificación.
Históricamente, la clasificación de las plantas se realizó de acuerdo con la presencia, ausencia y forma de órganos fundamentales, como raíces, tallos, hojas, flores y frutos, o de acuerdo con la presencia de uno o dos cotiledones en la germinación de la semilla, así como en la descripción en plantas sin flor y plantas con flor.

## Organización de los sistemas de clasificación

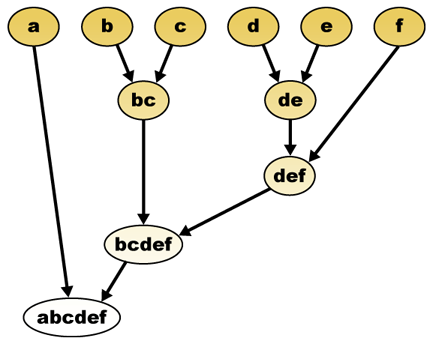
Los sistemas de clasificación tienen forma de dendogramas, cada nodo del dendograma es un taxón.

Los sistemas de clasificación tienen forma de dendogramas, cada nodo del dendograma se corresponde con un taxón (agrupación de organismos emparentados, con un ancestro común). A cada taxón se le asigna una categoría taxonómica.
Hoy en día, la propuesta de cada nuevo taxón debe estar acompañada de un nombre botánico que siga las normas del Código Internacional de Nomenclatura para Algas, Hongos y Plantas (ICN).

## Historia de los sistemas de clasificación
La clasificación es una disciplina con mucho trasfondo histórico, porque cada clasificación nueva se basa en una clasificación anterior a la que los usuarios ya se habían acostumbrado. La primera clasificación de las plantas en que se basó la ciencia como la conocemos hoy en día fue la del antiguo griego Teofrasto (370 a. C.-285 a. C.), un discípulo de Aristóteles considerado el padre de la Botánica. Desde la época de los antiguos griegos, la ciencia no renació en Europa sino hasta fines de la Edad Media, momento en el que, en las primeras universidades, surgieron botánicos que reflexionaron acerca de la clasificación de las especies, guiados por el descubrimiento de nuevas plantas y de nuevos caracteres. Muchos sistemas de clasificación surgieron en esa época, tanto "naturales" como artificiales, pero fue el de Carlos Linneo, en su histórico libro Species Plantarum ("Las especies de plantas") en 1753, el que más trascendió, principalmente por ser el más completo. Rápidamente los botánicos empezaron a utilizar los nombres de las especies descritas en ese libro para comunicarse entre ellos, tanto que en el posteriormente creado Código Internacional de Nomenclatura Botánica se lo consideró (como se lo sigue considerando aún) el primer libro utilizado como referencia para los nombres de los taxones, dejando sin efecto los nombres aplicados a las plantas antes de la aparición de ese libro. Es debido al efecto fundador de ese libro que a las especies se las llama con nombres binominales, empezando por el nombre del género (si bien no fue el inventor de esa nomenclatura, que tomó de un sistema de clasificación anterior), y a los taxones superiores a las especies se los llama con nombres uninominales; y también se consolidó debido a ese libro el sistema de categorías taxonómicas empleado hoy en día, categorías que se llaman "linneanas" debido a Linneo: especie, género, familia, orden, clase, división y reino (si bien tampoco fue el inventor de varias de esas jerarquías, que tomó de sistemas de clasificación anteriores, y si bien algunas jerarquías fueron agregadas posteriormente). Linneo consideraba a su sistema de clasificación "natural" en lo que concernía a las categorías de especie, género y familia; porque en esas categorías agrupaba a las especies en taxones según sus similitudes morfológicas. Al hacer esto y sin saberlo, también estaba agrupando a las especies según sus similitudes genéticas, y en última instancia también evolutivas. El sistema de Linneo era artificial por arriba de familia, él no creía que existieran los grupos naturales en categorías tan altas, debido principalmente a la falta de datos para observar similitudes entre grupos en esas categorías en la época.

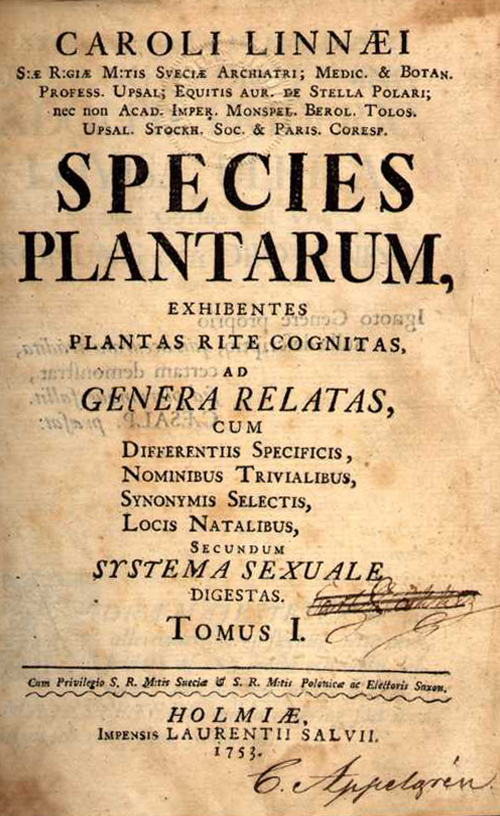
Portada de Species Plantarum de Linneo, punto de inicio para la nomenclatura botánica actual.

Luego de la aparición del libro de Linneo surgieron muchas actualizaciones de la clasificación, y si bien algunas trascendían más que otras, ninguna obtuvo el éxito del libro de Linneo para imponerse en la comunicación, por lo que muchos sistemas de clasificación diferentes empezaron a ser utilizados.

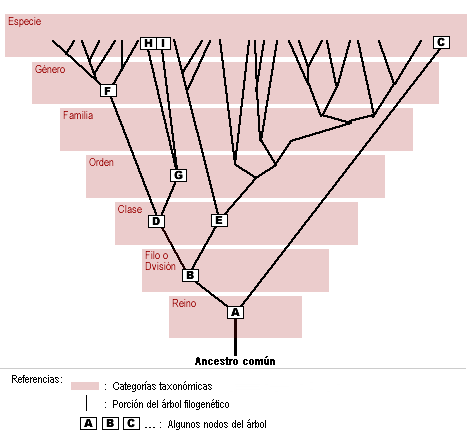
Los taxones son ubicados en categorías taxonómicas.

A partir de la teoría de la evolución de Darwin en 1859, los científicos se pusieron de acuerdo en que la filogenia de las especies es una demostración de que estas deberían ser agrupadas según los "grupos naturales" tal como los habían entendido naturalistas como Linneo. A partir de ese momento, para construir una clasificación, se armaba primero el árbol filogenético, y luego se construía el sistema de clasificación sobre la base de él. El problema en la época era que se sabía muy poco acerca de cuál debía ser el árbol filogenético "verdadero" de las plantas, solo había variadas hipótesis acerca de la evolución de los clados, que tenían apoyo débil en los datos y a veces eran muy dispares entre sí. Por eso siguieron floreciendo los sistemas de clasificación de las plantas, sin ponerse de acuerdo los científicos acerca de cuál era el más cercano a la "realidad".
Este escenario cambió bruscamente en la década de 1990 del siglo pasado y posteriores, con la llegada de los análisis moleculares de ADN. Esto se debe a que los caracteres basados en las moléculas de ADN arrojan una enorme cantidad de datos altamente confiables, y ya existían tanto las potentes computadoras que se necesitaban para analizarlos como la capacidad de analizar esa cantidad de datos por métodos estadísticos que se habían publicado unas décadas antes. Por primera vez empezaba a surgir una única hipótesis de árbol filogenético con amplio consenso, que es el que aquí se muestra. 
La clasificación preponderante hoy en día en el ambiente científico considera que solo pueden ser taxones los grupos con un ancestro común. Por eso por ejemplo, las dicotiledóneas, que son parafiléticas, no se consideran un taxón para la mayoría de los científicos, que las dividen en taxones que se corresponden con sus grupos monofiléticos.

## Sistemas de clasificación de las plantas
Hoy en día está muy consensuado entre los científicos que se 
debe partir del taxón Archaeplastida o Primoplantae para construir los grupos monofiléticos que se muestran a continuación, también se muestran algunos grupos parafiléticos importantes encerrados entre comillas para distinguirlos de los grupos monofiléticos. Hay que tener en cuenta que si bien esta parte del árbol filogenético está bien resuelta, la mayoría de los científicos aún no ha decidido en qué categorías taxonómicas ubicar estos taxones, por eso aquí se los llama con nombres informales o en general con nombres terminados en -phyta ("planta", derivado del antiguo griego) sin entrar en detalle acerca de en qué categoría taxonómica deberían ser ubicados.
Plantae (clado de adquisición primaria de cloroplastos) también llamado Primoplantae o Archaeplastida
- Glaucofitas (Glaucophyta)
- Algas rojas (Rhodophyta)
- Plantas verdes (Viridiplantae, Viridophyta o Chloroplastida)
  - "Algas verdes" (grupo parafilético, todas las Viridiplantae salvo Embryophyta)
  - Clorofitas (Chlorophyta)
  - "Estreptofitas" (Streptophyta)
    - "Carofitas" ("Charophyta") (parafilético, todas las algas verdes no clorofitas, no se mostrarán aquí los pequeños grupos que la componen, pero mencionaremos a las Charales, que es el grupo del que se originaron las plantas terrestres)
    - Plantas terrestres o embriofitas (Embryophyta)
      - Bryophyta en sentido amplio
        - Hepáticas (Marchantiophyta)
        - Antoceros (Anthocerophyta)
        - Musgos (Bryophyta en sentido estricto)

      - Plantas vasculares o traqueofitas (Tracheophyta, Cormophyta)
        - "Pteridophyta" (grupo parafilético que comprende a Lycopodiophyta y Monilophyta)
        - Lycopodiophyta o Lycophyta
        - Plantas con megafilos o eufilofitas (Euphyllophyta)
          - Helechos y afines o monilofitas (Monilophyta)
            - Equisetos (Equisetopsida = Equisetum)
            - Helechos
              - Psilotopsida
              - Marattiopsida
              - Polypodiopsida

          - Plantas con semilla, espermatofitas o fanerógamas (Spermatophyta)
            - †"Helechos con semilla" ("Pteridospermatophyta", grupo parafilético, extintos)
            - Gimnospermas (Gymnospermae)
              - Coníferas (Pinidae)
              - Cícadas (Cycadidae)
              - Ginkgo (Ginkgoidae)
              - Gnetales (Gnetidae)

            - Plantas con flores (Angiospermae, Magnoliophyta)
              - Monocotiledóneas (Monocotyledoneae)
              - "Dicotiledóneas" (Dicotyledoneae, parafilético, todas las angiospermas no monocotiledóneas)

Los análisis de filogenia hechos en las últimas décadas también lograron una gran resolución por debajo de las categorías mencionadas en este esquema.

### Sistema de clasificación de angiospermas de APG, APG II y APG III
Publicado por primera vez por el grupo de botánicos autodenominado "Angiosperm Phylogeny Group" (APG) en 1998, por segunda vez (para el que se autodenominaron "Angiosperm Phylogeny Group II", o APG II) en el 2003, y por tercera vez por el APG III en el 2009, es un sistema de clasificación de las angiospermas. Fue creado por la necesidad de ver los avances en filogenia derivados de los análisis moleculares de ADN reflejados en un sistema de clasificación de las plantas con flores. La curiosidad de publicar bajo un nombre de grupo y no como lista de autores, que es como se hace normalmente, fue para evitar el problema del orden de autoría del trabajo.

### Sistema de clasificación de angiospermas del APW
El Angiosperm Phylogeny Website (APW o APWeb), creado y actualizado por uno de los miembros de los APG (P. F. Stevens), partió de la clasificación APG II en el 2003 y fue actualizando la clasificación con cada publicación aparecida desde entonces. En el 2003 era un reflejo del sistema APG II, pero con los años fue sufriendo modificaciones, y si bien es el más inestable (ya que es modificado más regularmente que los demás sistemas) precisamente por eso puede ser considerado como el que más se acerca a lo que hoy en día se sabe de filogenia de angiospermas.
A grandes rasgos, APWeb (versión 13 del 2015) clasifica las angiospermas en los siguientes clados:
- Angiospermas
  - Amborellales
  - Nymphaeales
  - Austrobaileyales
  - Mesangiospermas
    - Chloranthales
    - Magnólidas
    - Monocotas
    - Ceratophyllales
    - Eudicotas

### Sistema de clasificación de las gimnospermas vivientes de Christenhusz et al. 2011[2]
Publicado en febrero de 2011 [1], reconoce cuatro grupos de gimnospermas vivientes a los que se asigna el rango de subclase: Cycadidae, Ginkgoidae, Gnetidae y Pinidae. Los autores siguen la recomendación de Chase & Reveal [2], en el sentido de asignar el rango de clase a las plantas terrestres y el de subclase a los principales clados incluidos. Se reconoce que la posición de Gnetidae es problemática. Si la hipótesis "gnepine" continuara ganando fuerza, los autores no proponen la fusión de las subclases Gnetidae y Pinidae, sino la formación de una quinta subclase que incluyera a las coníferas no Pinaceae.
| Eichler 1886 Gymnospermae | Wettstein 1935 Gymnospermae | Cronquist et al 1966 Pinophyta | Kubitzki 1990 | Margulis et al 1998 ITIS 2014 | Christenhusz et al 2011, ICBN | APWeb 2015 Gymnosperms |
| ------------------------- | --------------------------- | ------------------------------ | ------------- | ----------------------------- | ----------------------------- | ---------------------- |
| Cycadaceae                | Cycadinae                   | Cycadicae                      | Cycadopsida   | Cycadophyta                   | Cycadidae                     | Cycadales              |
| Coniferae                 | Coniferae                   | Pinicae                        | Pinopsida     | Coniferophyta                 | Pinidae                       | Pinales (?P)           |
| Coniferae                 | Ginkgoinae                  | Pinicae                        | Ginkgoopsida  | Ginkgophyta                   | Ginkgoidae                    | Ginkgoales             |
| Gnetaceae                 | Gnetinae                    | Gneticae                       | Gnetopsida    | Gnetophyta                    | Gnetidae                      | Gnetales               |

### Sistema de clasificación de los helechos y afines de Christenhusz et al. 2011[2]
El sistema de clasificación de pteridofitas de Christenhusz et al. 2011 es el que actualmente se utiliza para la clasificación de helechos en el sentido más amplio (monilofitas y licofitas).
El sistema es una actualización de uno anterior, el sistema de clasificación de Smith et al. del 2006. Publicado por primera vez en agosto del 2006, al igual que el sistema del APG II, es un sistema de clasificación creado debido a la necesidad de ver reflejados los avances en filogenia de helechos, en un sistema de clasificación de las plantas. Clasifica a lo que hoy en día se llama "helechos" (clado Monilophyta), en clases, órdenes y familias. Los autores del sistema aclaran que aún no están lo suficientemente investigados los géneros y especies a nivel molecular, por lo que aún no es momento para crear un sistema de clasificación por debajo de la categoría de género, y de hecho algunas familias están aún poco definidas.
| Eichler 1886 | Engler 1924  | G. Smith 1955 | A. Smith 2006 | A. Smith 2006  | Christenhusz et al 2011, ICBN | Nombre informal            |
| Equisetinae  | Sphenopsida  | Calamophyta   | Monilophyta   | Equisetopsida  | Equisetidae                   | equisetos                  |
| Filicinae    | Filicopsida  | Pterophyta    | Monilophyta   | Polypodiopsida | Polypodiidae                  | helechos leptosporangiados |
| Filicinae    | Filicopsida  | Pterophyta    | Monilophyta   | Marattiopsida  | Marattiidae                   | helechos eusporangiados    |
| Filicinae    | Filicopsida  | Pterophyta    | Monilophyta   | Psilotopsida   | Ophioglossidae                | ofioglosáceas              |
| Lycopodinae  | Psilotopsida | Psilophyta    | Monilophyta   | Psilotopsida   | Ophioglossidae                | psilotos                   |
| Lycopodinae  | Lycopsida    | Lepidophyta   | Lycophyta     | Lycophyta      | Lycopodiidae                  | licopodios                 |

### Sistema del Catálogo de la Vida (Ruggiero el al. 2015)
Pertenece al Catalogue of Life o (CoL) es un proyecto colaborativo que desarrolla una de las taxonomías más recientes para todos los seres vivos, buscando establecer una clasificación manejable y práctica, que admite algunos grupos parafiléticos y recoge parte de los postulados de Cavalier-Smith.
Los niveles más importantes de las plantas dentro de una visión general de este sistema son los siguientes:
- superreino Eukaryota
  - reino Plantae
    - subreino Biliphyta
      - filo Glaucophyta
      - filo Rhodophyta

    - subreino Viridiplantae
      - infrarreino / filo Chlorophyta
        - subfilo Chlorophytina
        - subfilo Prasinophytina (P)

      - infrarreino Streptophyta
        - superfilo Charophyta (P)
        - superfilo Embryophyta
          - filo Anthocerotophyta
          - filo Bryophyta
          - filo Marchantiophyta
          - filo Tracheophyta
            - subfilo Lycopodiophytina
            - subfilo Polypodiophytina (monilofitas)
            - subfilo Spermatophytina
              - superclase Angiospermae
              - superclase Gymnospermae

### Sistemas de clasificación desactualizados
Antes de la llegada de los análisis moleculares de ADN existieron otros sistemas de clasificación. A continuación tres de los más utilizados en su momento, que todavía pueden encontrarse ordenando los taxones de muchas Floras.
El sistema de clasificación de Eichler. Publicado por August Wilhelm Eichler en 1883 y 1886, fue precursor de la taxonomía moderna y fue adaptado muchas veces por otros investigadores. Fue uno de los primeros que intentaron ser filogenéticos.
El sistema de clasificación de Engler. Publicado por primera vez por Adolf Engler a fines del siglo XIX y continuado por sus colaboradores, y adaptado varias veces por otros taxónomos (por lo que tiene numerosas variantes). 
El sistema de clasificación de Cronquist. Publicado por primera vez por Arthur Cronquist en 1966 y continuado en 1981 y 1988, se centra principalmente en las angiospermas, fue probablemente el más utilizado en la década de los 80, hasta la llegada del sistema APG. Fue basado principalmente en la morfología, y aceptaba taxones parafiléticos.
Como un referente histórico, la siguiente es la taxonomía botánica de Eichler 1883. El phylum y clases de Thallophyta resultaron polifiléticos, los demás grupos son parafiléticos o monofiléticosː
- A. Cryptogamae
phylum I. Thallophyta
classis I. Algae
classis II. Fungi
classis III. Lichenes
phylum II. Bryophyta
classis I. Hepaticae
classis II. Musci
phylum III. Pteridophyta
classis I. Equisetinae
classis II. Lycopodinae
classis III. Filicinae
- B. Phanerogamae
phylum I. Gymnospermae
phylum II. Angiospermae
classis I. Monocotyleae
classis II. Dicotyleae
subclassis I. Choripetalae (dicotiledóneas no astéridas)
subclassis II. Sympetalae